# Алеш, Миколаш
Ми́колаш А́леш (чеш. Mikoláš Aleš; 18 ноября 1852, Миротице — 10 июля 1913, Прага) — чешский художник и иллюстратор. Один из крупнейших чешских художников XIX столетия. Является ярчайшим представителем «Поколения национального театра».

## Жизнь и творчество
М. Алеш родился в семье чиновника. В связи с финансовыми затруднениями семья неоднократно меняла место жительства: в 1856 году Алеши переехали в Писек, затем — в Прагу и в 1859 вернулись в Мировице. Рисовать Миколаш начал в возрасте четырёх лет. В 1865 году поступал в гимназию, затем — в 1867 — в реальное училище. После сдачи экзаменов в 1869 году Алеш уезжает в Прагу и учится там в Академии художеств. Во время этого обучения зарабатывает рисованием и иллюстрированием. В 1876 году, за участие в протесте студентов против реакционной профессуры (а именно профессора Альфреда Вольтмана) был арестован и затем исключён из Академии.
В 1879 году М. Алеш, совместно с Ф. Женишеком и Богумиром Роубаликом, выигрывает конкурс на право художественного декорирования внутренних помещений здания Национального театра в Праге. В том же году художник женится и совершает учебную поездку в Италию. После возвращения, в 1880—1881 годах, Алеш работает над 14 большими панелями для Национального театра и параллельно иллюстрирует журнал Šotek. В 1889 году художник создаёт цикл иллюстраций на темы народных чешских песен и пишет акварели. Последняя серия иллюстраций Алеша относится к 1913 году. В 1895 году состоялась выставка художника в Праге. К его 60-летию М. Алешу присваивается звание почётного гражданина Праги, а также титул «Инспектора живописи и советника по изобразительному искусству.»
М. Алеш сделал также эскизы для 60 марионеток по заказу Пражского театра кукол.
Ранние работы М. Алеша созданы в романтическом стиле, в них чувствуется влияние творчества Йозефа Манеса. Позднее писал в стиле модерн. В центре внимания художника всегда находился чешский народ и его история. При жизни художник был известен в первую очередь как график и декоратор, иллюстратор сборников сказок, народных песенников и исторических сочинений. Оставил также большое количество графических работ, изображающих улицы и здания Праги, Пльзеня и других чешских городов. Картины маслом работы М. Алеша стали широко известны уже после его смерти.
Продолжателем иллюстративного творчества Алеша считается Властимил Рада.

### Циклы работ
- Чувства (Smysly), 1876
- Родина (Vlast), 1877 (для Национального театра; совместная работа с Франтишеком Женишком)
- Стихии (Živly), 1881
- Прага (Praha), 1882
- Жизнь древних славян (Život starých Slovanů), 1891

### Журналы, иллюстрированные художником
- Květy
- Světozor
- Zlatá Praha
- Šotek

## Галерея

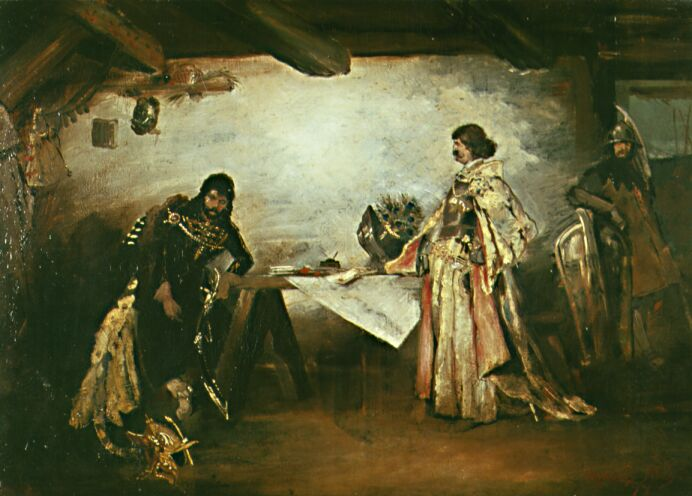
Йиржи из Подебрад и Матьяш Корвин
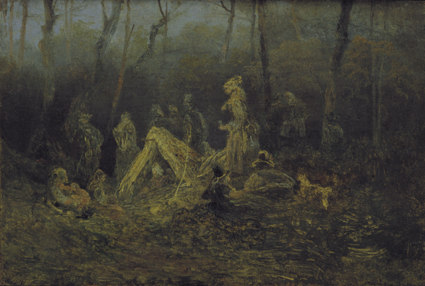
Лагерь в лесу (1877-1878)
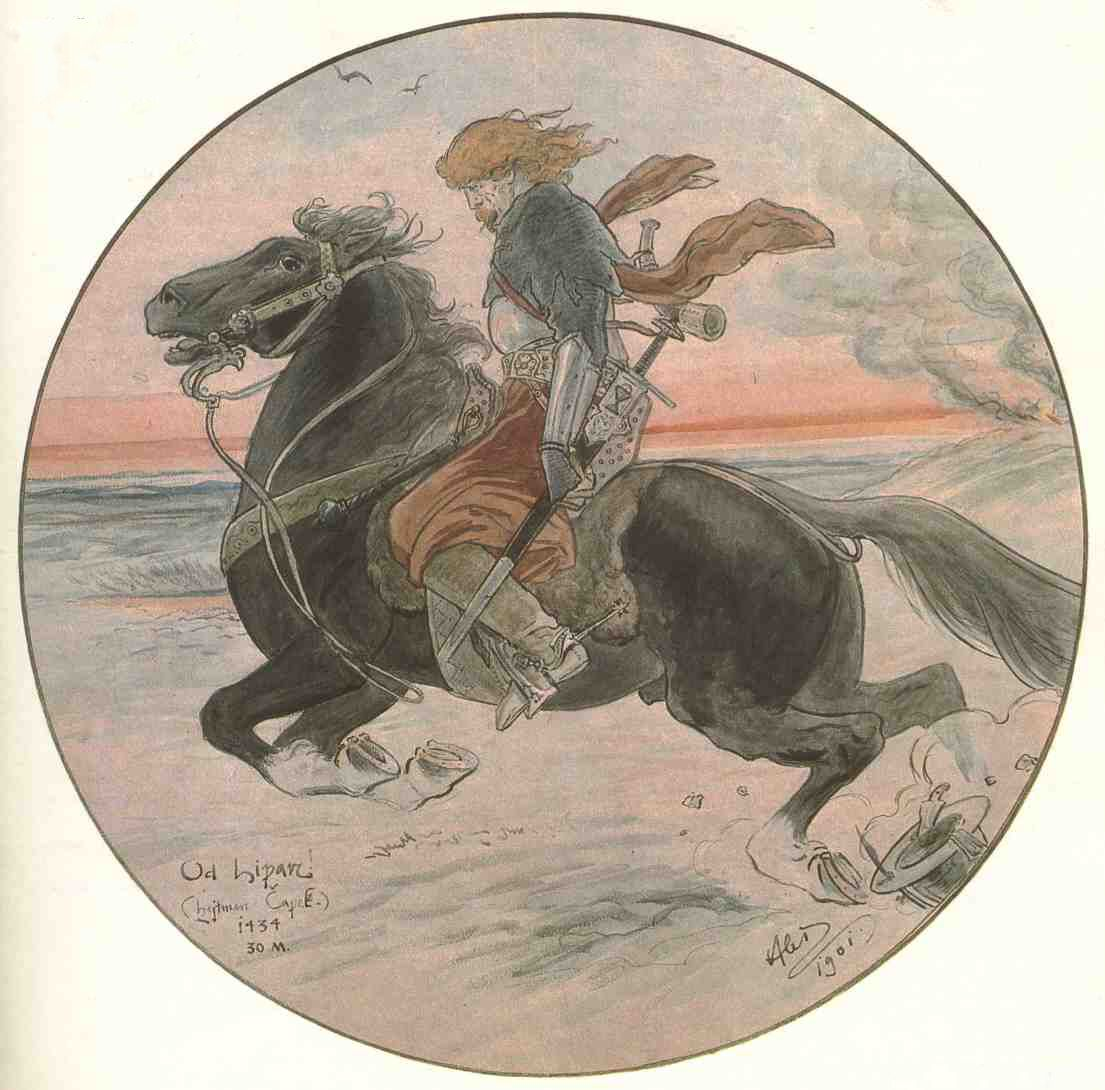
Ян Чапек (1901)
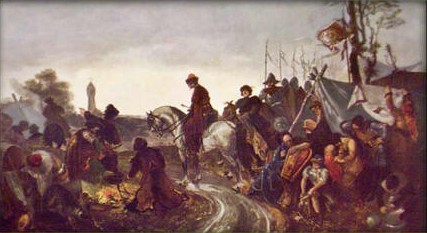
Гуситский лагерь
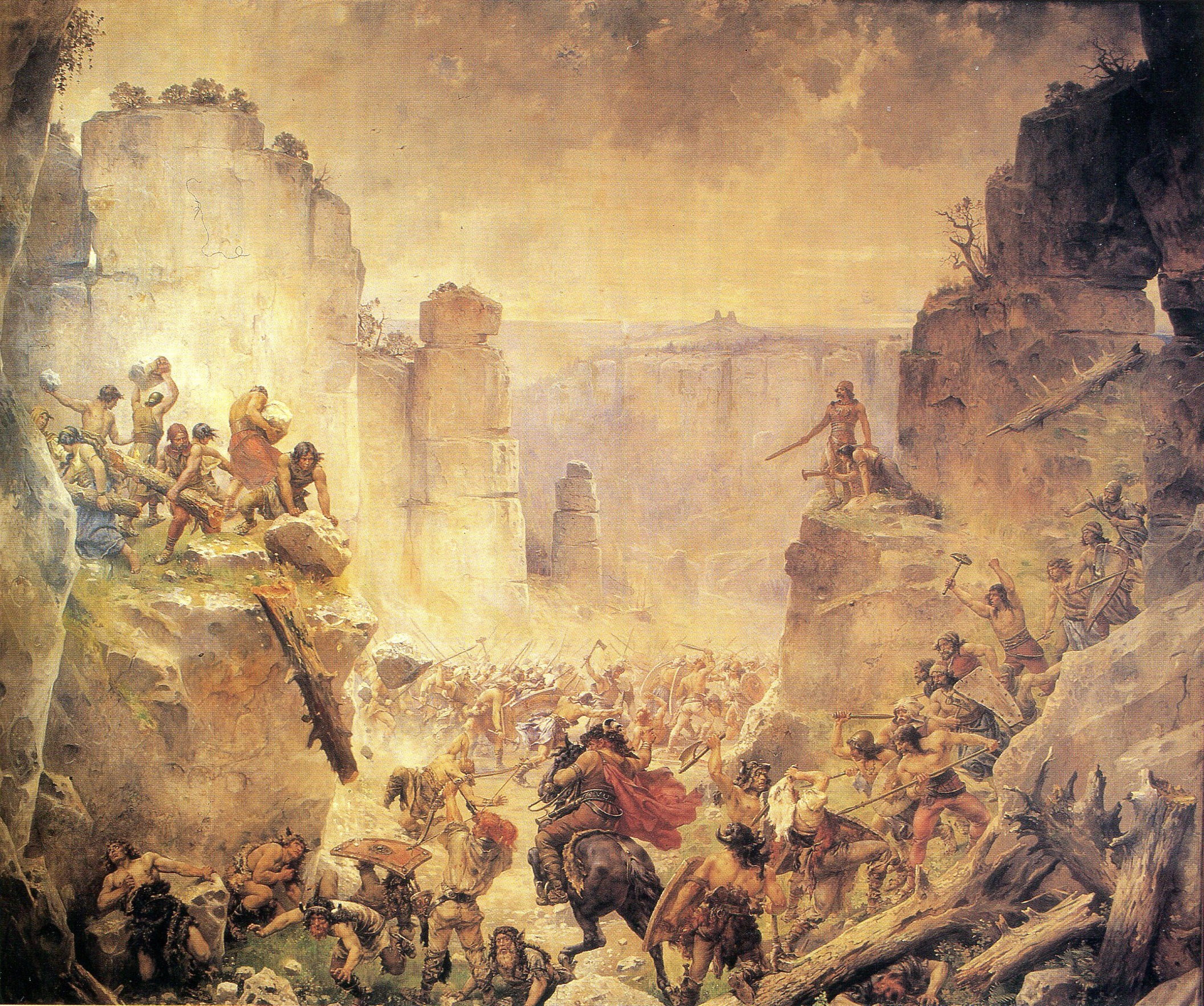
Побоище у Грубой Скалы
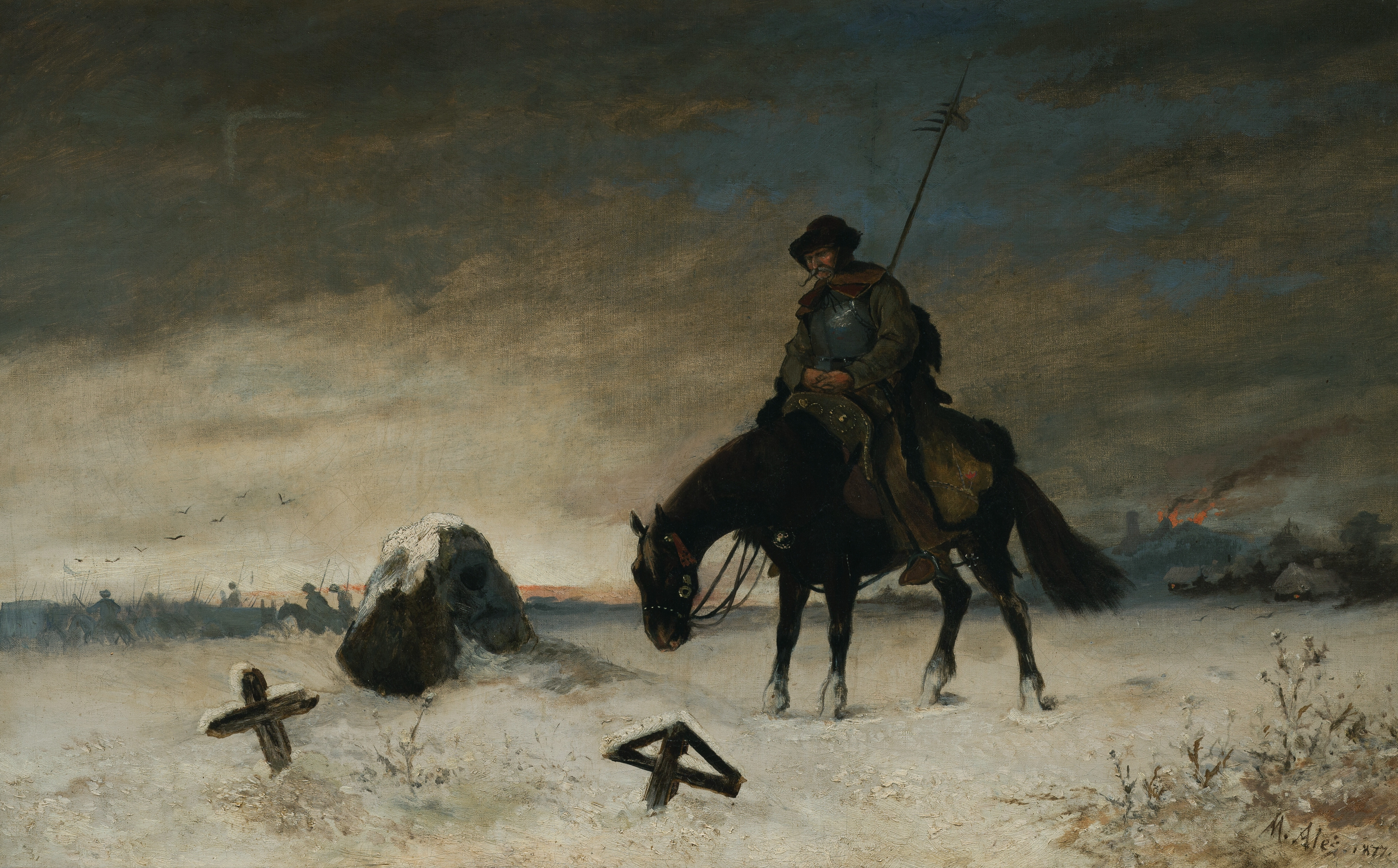
У могилы боевого товарища (Последний таборит)
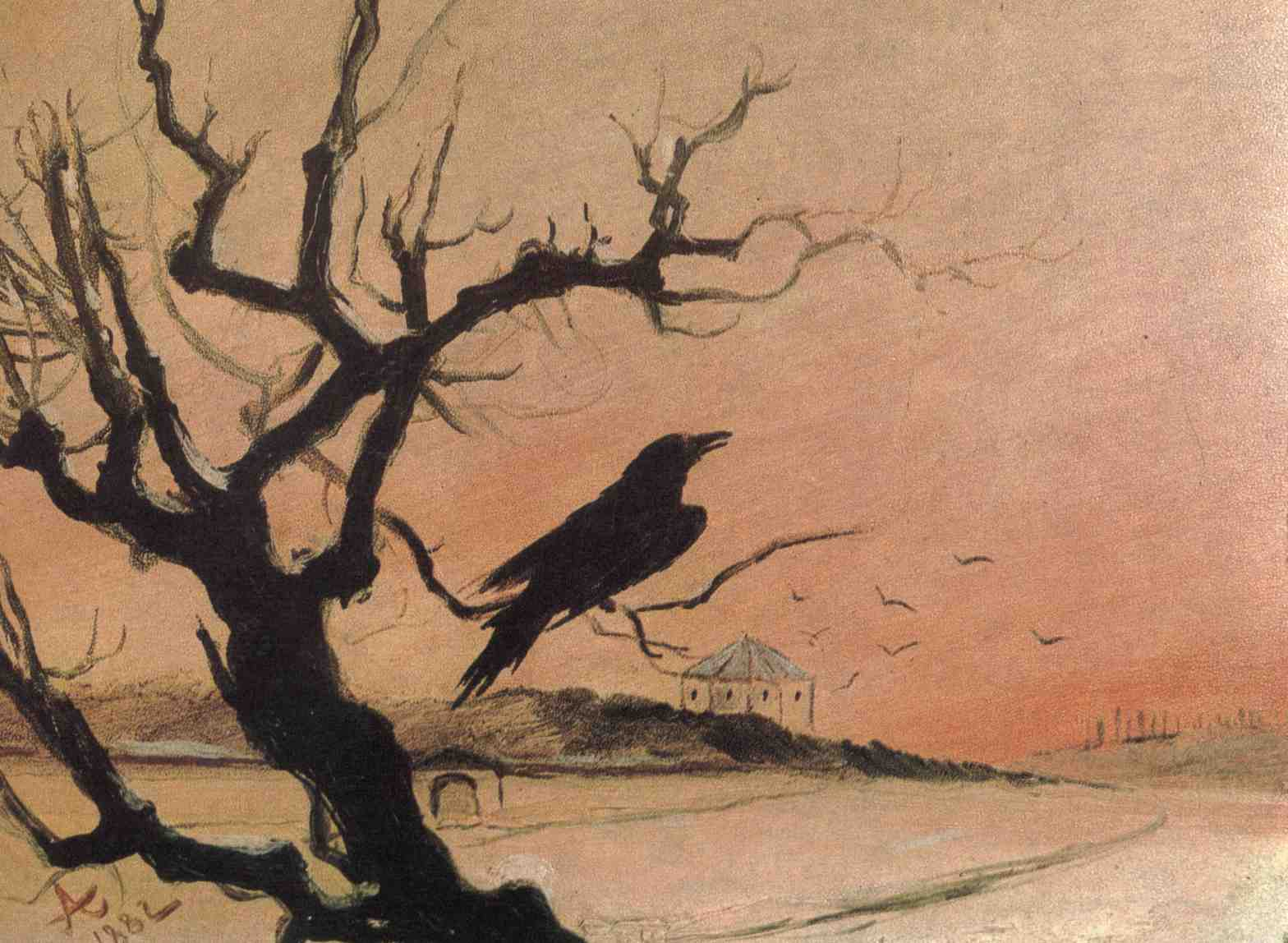
Карлштейнский ворон (1882)
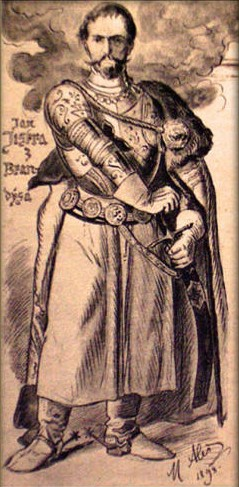
Ян Искра из Брандыса
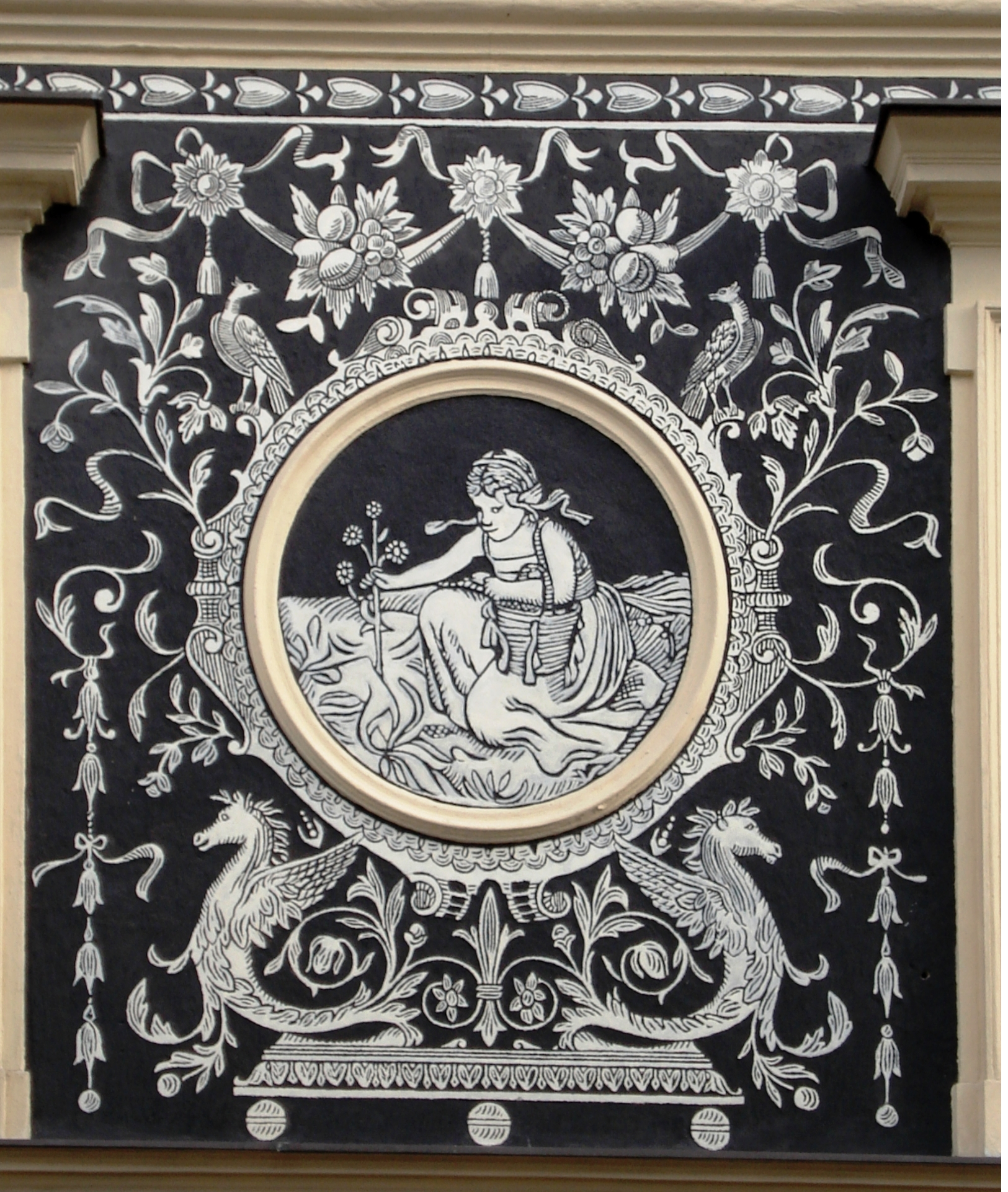
Роспись фасада аптеки «У чешской короны» (1891)
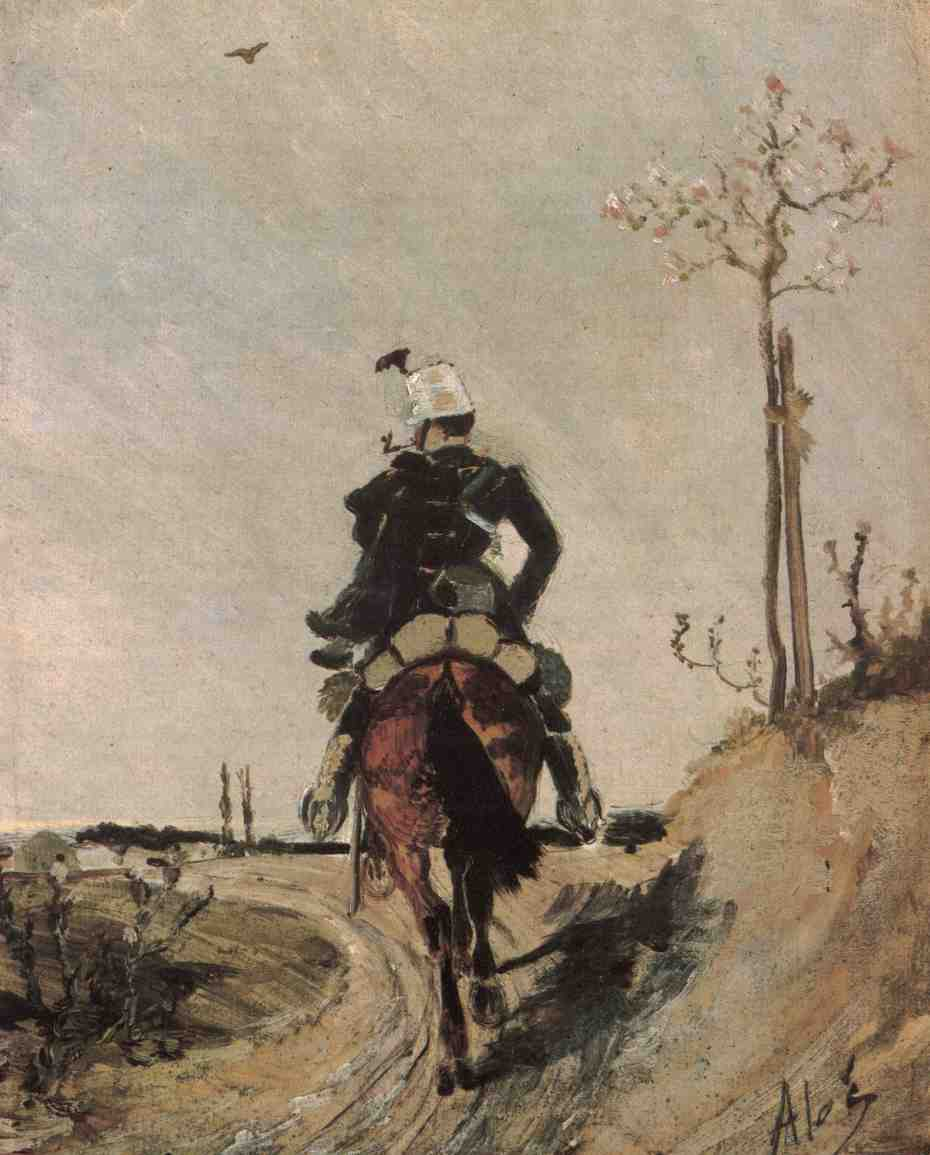
Драгун (1878)
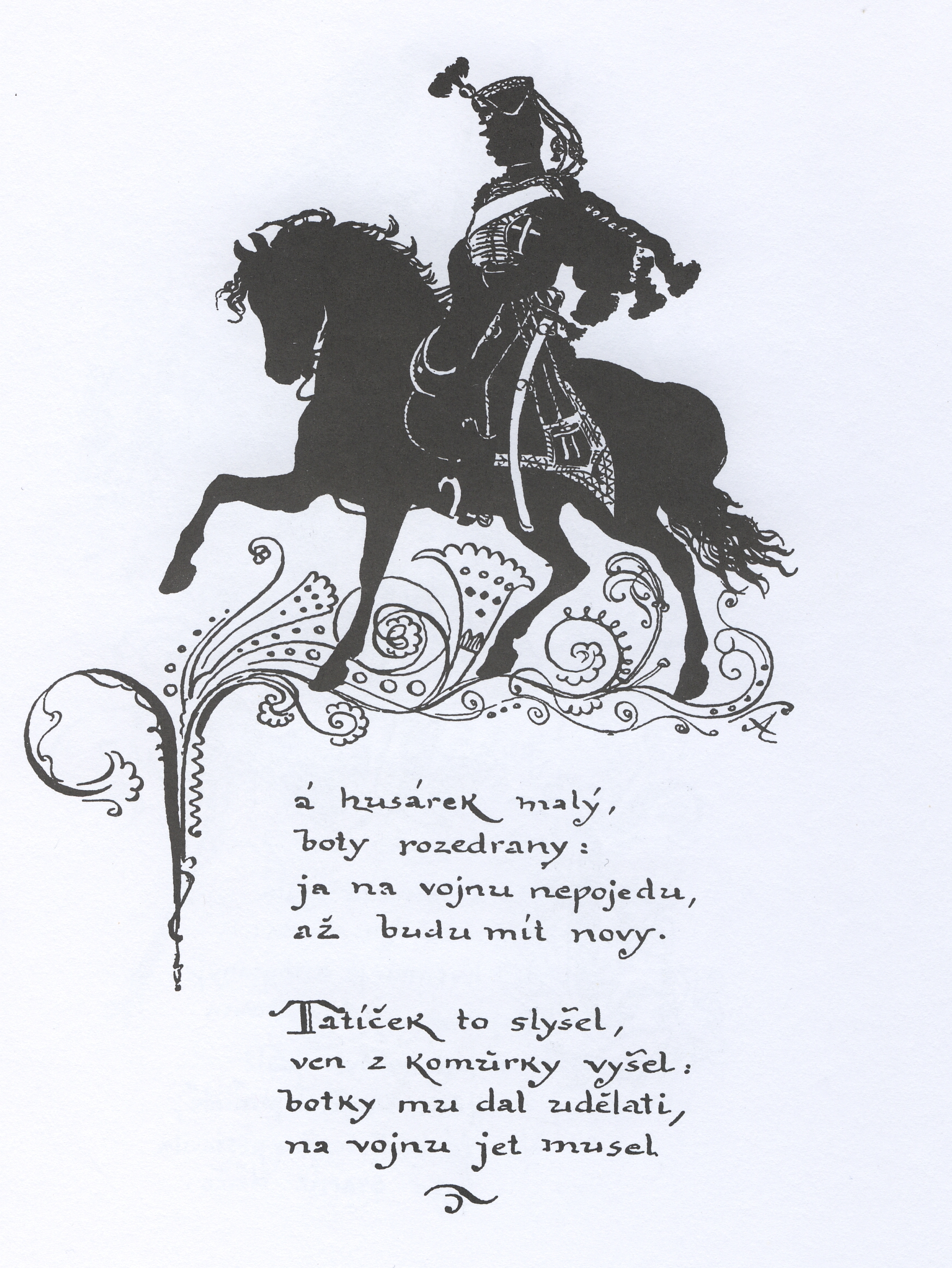
Шпаличек

## Образ в искусстве
В 1952 году режиссёр Вацлав Кршка снял биографическую ленту «Миколаш Алеш», заглавную роль в котором исполнил Карел Хёгер.